# フォース・インディア VJM06
フォース・インディア VJM06 (Force India VJM06) は、フォース・インディアが2013年のF1世界選手権参戦用に開発したフォーミュラ1カー。

## スペック
ソース
- シャシー カーボンファイバー・コンポジット製モノコック ザイロンによる耐貫通サイドパネル
- フロントサスペンション アルミニウム製アップライト カーボンファイバー・コンポジット製ウィッシュボーン トラックロッド プッシュロッド、トーションスプリング、ダンパー、アンチロールバー内蔵式
- リアサスペンション アルミニウム製アップライト カーボンファイバー・コンポジット製ウィッシュボーン トラックロッド プルロッド ギアボックスに取り付けられたトーションスプリング、ダンパー、アンチロールバー・アッセンブリー
- ダンパー ペンスキー
- ホイール BBS・鍛造ホイール サハラ・フォース・インディア特別仕様
- ブレーキシステム APレーシング
- ブレーキマテリアル ブレンボ
- エンジン メルセデスAMGハイパフォーマンス・パワートレイン 2.4リッター V8エンジン
- スパークプラグ NGK
- KERS メルセデスAMGハイパフォーマンス・パワートレイン
- トランスミッション マクラーレン・レーシング 7速セミオートマチックeシフト
- クラッチ APレーシング カーボン・クラッチ
- 潤滑油 モービル1
- タイヤ ピレリ
- 全長 5,100 mm
- 全幅 1,800 mm
- 全高 950 mm
- 重量 642 kg（ドライバーを含む、レギュレーションによる）

## 記録
| 年   | No. | ドライバー   | 1   | 2   | 3   | 4   | 5   | 6   | 7   | 8   | 9   | 10  | 11  | 12  | 13  | 14  | 15  | 16  | 17  | 18  | 19  | ポイント | ランキング |
| 年   | No. | ドライバー   | AUS | MAL | CHN | BHR | ESP | MON | CAN | GBR | GER | HUN | BEL | ITA | SIN | KOR | JPN | IND | ABU | USA | BRA | ポイント | ランキング |
| ---- | --- | ------------ | --- | --- | --- | --- | --- | --- | --- | --- | --- | --- | --- | --- | --- | --- | --- | --- | --- | --- | --- | -------- | ---------- |
| 2013 | 14  | ディ・レスタ | 8   | Ret | 8   | 4   | 7   | 9   | 7   | 9   | 11  | 18† | Ret | Ret | 20† | Ret | 11  | 8   | 6   | 15  | 11  | 77       | 6位        |
| 2013 | 15  | スーティル   | 7   | Ret | Ret | 13  | 13  | 5   | 10  | 7   | 13  | Ret | 9   | 16† | 10  | 20† | 14  | 9   | 10  | Ret | 13  | 77       | 6位        |

- 太字はポールポジション、斜字はファステストラップ。(key)
- † 印はリタイアだが、90%以上の距離を走行したため規定により完走扱い。